# Abate Prévost
Antoine François Prévost d'Exiles —más conocido por su título eclesiástico de Abbé Prévost— (Hesdin, 1 de abril de 1697-Chantilly, 25 de noviembre de 1763), fue un novelista, historiador y traductor francés.

## Biografía

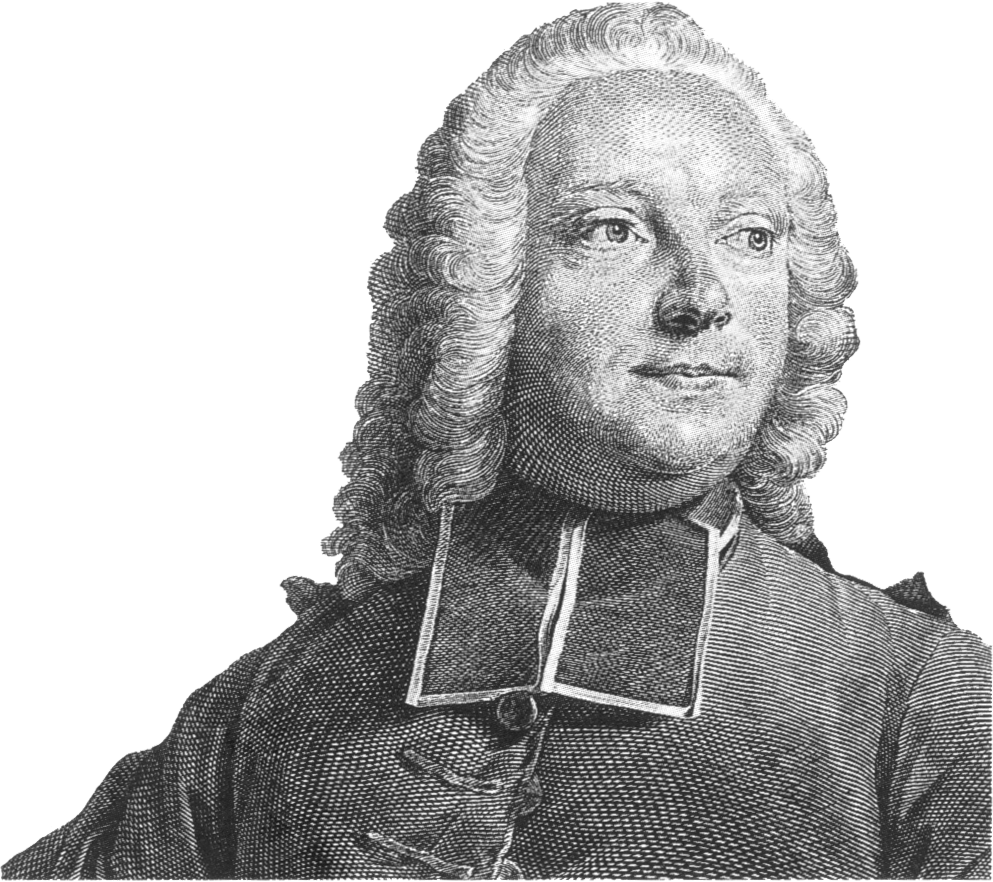
El abate Prévost

Hijo de Liévin Prévost, era procurador del rey en Hesdin. Estudió con los jesuitas de La Flèche y de Ruan, antes de enrolarse en el ejército a finales de 1711. Tras empezar un noviciado con los jesuitas, huye a Holanda. En 1717, empieza un segundo noviciado en La Flèche, para volver a enrolarse en el ejército, aunque esta vez como oficial.
En 1721, entra a formar parte de la orden de los benedictinos de la abadía de Saint-Wandrille antes de ofrecer sus votos en la Abadía de Jumièges y de pasar siete años en distintos monasterios de la orden en Normandía. En la abadía de Saint-Germain-des-Prés en 1727, trabaja en la obra de los benedictinos, Gallia christiana. En 1728, obtiene una aprobación para los dos primeros volúmenes de las Memorias y aventuras de un hombre de calidad retirado del mundo. Tras abandonar sin autorización el monasterio, recibe una lettre de cachet —carta con una orden o resolución directa y explícita del rey— y huye a Londres en donde aprenderá extensamente la historia y lengua inglesas lo que quedará reflejado en sus escritos futuros.
En 1729, una aventura le obliga a trasladarse a Holanda en donde tendrá una relación con una aventurera, Helena «Lenki» Eckhardt y publica en Utrecht en 1731 y 1732 los cuatro primeros tomos de El Filósofo inglés, o historia de Monsieur Cleveland, hijo natural de Cromwell, escrita por él mismo y traducida del inglés por el autor de las Memorias de un hombre de calidad que pronto se traducirán al inglés. Mientras tanto había adoptado el nombre de Prévost «d’Exiles» aludiendo a su propia vida, se sumerge en la traducción de la Historia mei temporis del presidente de Thou y publica los tres volúmenes de continuación de las Memorias y aventuras de un hombre de calidad cuyo último relato, la Historia del caballero des Grieux y de Manon Lescaut, tal vez inspirada en una de sus propias aventuras y que el Parlamento de París condenará a la hoguera. Al haber interrumpido Prévost la composición del Filósofo inglés, su editor holandés encarga un quinto volumen apócrifo (Utrecht, 1734) que pone en dificultades a su presunto autor por los ataques que en él hay contra los jesuitas.
En 1733, plagado de deudas, regresa a Londres, ciudad en la que funda Le Pour et contre, diario especialmente dedicado al conocimiento de la literatura y cultura inglesas, que seguirá editando de modo casi ininterrumpido hasta 1740. En 1734, negocia su retorno con los benedictinos y realiza un segundo noviciado de algunos meses en el monasterio de La Croix-Saint-Leufroy, cerca de Évreux, antes de pasar a ser a principios de 1736, capellán de Louis François de Bourbon-Conti, príncipe de Conti, que se convertirá en su protector. Los tres últimos tomos del Filósofo inglés aparecen finalmente en París de modo clandestino en 1738-1739.
También publicó otras novelas, entre las que destacan El Decano de Killerine (1735–1740) y la Historia de una Griega moderna (1740); la monumental Historia general de los viajes (15 vols., 1746-1759); y dos traducciones de novelas de Samuel Richardson, Cartas inglesas o histore de Miss Clarisse Harlove (1751) y Nuevas cartas inglesas, o historia del caballero Grandisson (1755).
Pasa sus últimos años en París y en Saint Firmin (que más tarde pasará a ser Vineuil-Saint-Firmin), junto a Chantilly, y muere a causa de una crisis de apoplejía en el bosque de Chantilly al regresar de una visita a los benedictinos de Saint-Nicolas-d'Acy.

### Bibliografía

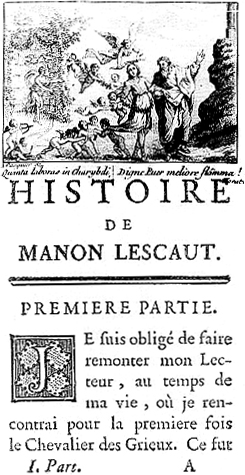
Primera página de Manon Lescaut